# Soziologische Beratung
Soziologische Beratung  berät Unternehmen, Organisationen oder staatliche Institutionen bei Lösungen eines gesellschaftlichen Problems. Sie macht dabei Kunden mit der Struktur eines gesellschaftlichen Kontextes vertraut. Soziologische Beratung verknüpft sozialwissenschaftliches Wissen mit der Praxis der Wirtschaft und Gesellschaft.
Allgemeine Gegenwartsdiagnosen und Zukunftsfragen sind ebenso ihre Arbeitsschwerpunkte wie Fragen zur Organisation und Kommunikation in der Gesellschaft.

## Arbeitsbereiche
- Einführung neuer Techniken:  So empfiehlt sie beispielsweise während der Einführung einer Technik ebenfalls eine Technikfolgenabschätzung oder bei der Einführung eines Produkts eine Marktabschätzung aus Perspektive der Markensoziologie und Trendforschung.

- Soziologische Organisationsberatung: Die soziologische Organisationsberatung gestaltet die Kooperationen in Organisationen und deckt deren Schwachstellen im Ablauf auf.

- Soziale Ungleichheit: Zur Soziologischen Beratung gehört es grundsätzlich auch, auf soziale Ungleichheiten in der Gesellschaft hinzuweisen und vorzuschlagen, wie Chancengleichheit bestärkt werden könnte.

In Verbindung mit anderen Wissenschaften arbeitet die Soziologische Beratung in folgenden Tätigkeits- und Arbeitsfeldern:
- Unternehmensberatung
- Politikberatung
- Umweltberatung
- Trend- und Zukunftsforschung
- Organisations- und Personalberatung
- Berufs- und Bildungsberatung
- Beratung im Sozialbereich und in der Medizin
- Kommunikations- und Marketingberatung